# サスカトゥーン市長
サスカトゥーン市長 (Mayors of Saskatoon) は、カナダ、サスカチュワン州サスカトゥーンの首長である。
| 氏名                                   | 任期            |
| -------------------------------------- | --------------- |
| ジェームズ・ロバート・ウィルソン       | 1903年 - 1904年 |
| マルコム・イズビスター                 | 1905年          |
| ジェームズ・クリンクスキル             | 1906年          |
| ジェームズ・ロバート・ウィルソン       | 1907年 - 1908年 |
| ウィリアム・ホプキンス                 | 1909年 - 1910年 |
| ジェームズ・クリンクスキル             | 1911年 - 1912年 |
| フレデリック・E・ハリソン              | 1913年 - 1915年 |
| アレグザンダー・マギルヴレイ・ヤング   | 1916年 - 1918年 |
| フランク・R・マクミラン                | 1919年          |
| アレグザンダー・マギルヴレイ・ヤング   | 1920年 - 1921年 |
| ハワード・マコーネル                   | 1922年 - 1923年 |
| ウィリアム・ハーヴィー・クレア         | 1924年 - 1925年 |
| ラッセル・ウィルソン                   | 1926年          |
| ジョージ・ウェズリー・ノーマン         | 1927年 - 1929年 |
| ジョン・W・ヘアー                      | 1930年 - 1931年 |
| ジョーゼフ・エドウィン・アンダーウッド | 1932年          |
| ジョン・スプロール・ミルズ             | 1933年 - 1934年 |
| ロバート・ミットフォード・ピンダー     | 1935年 - 1938年 |
| カール・ニダロスト                     | 1939年 - 1940年 |
| S・N・マッキーカーン                   | 1941年 - 1943年 |
| アンガス・W・マクファーソン            | 1944年 - 1948年 |
| ジョン・スプロール・ミルズ             | 1949年 - 1953年 |
| J・D・マッカスキル                     | 1954年 - 1957年 |
| シドニー・バックウォルド               | 1958年 - 1963年 |
| パーシー・C・クレーン                  | 1964年          |
| E・J・コール                           | 1965年 - 1966年 |
| シドニー・バックウォルド               | 1967年 - 1971年 |
| ハーバート・S・シアーズ                | 1972年 - 1976年 |
| クリフ・E・ライト                      | 1976年 - 1988年 |
| ヘンリー・デイデイ                     | 1988年 - 2000年 |
| ジェームズ・マディン                   | 2000年 - 2003年 |
| ドン・アッチソン                       | 2003年 - 2016年 |
| チャーリー・クラーク                   | 2016年 -        |